# Dialium guianense
Espèce
Statut de conservation UICN

 LC  : Préoccupation mineure
Synonymes
selon tropicos :
- Arouna divaricata Willd.
- Arouna guianensis Aubl. - Basionyme
- Aruna divaricata Willd.
- Dialium acuminatum Spruce ex L. Williams
- Dialium divaricatum Vahl[1]

selon GBIF :
- Arouna divaricatum Willd.
- Arouna guianensis Aubl. - Basionyme
- Aruna divaricata Willd.
- Dialium acuminatum Spruce
- Dialium acuminatum Spruce ex Ll.Williams
- Dialium divaricatum (Willd.) Vahl
- Dialium floribundum[2]

Dialium guianense est une espèce de plantes à fleurs de la famille des Fabaceae. C'est un arbre néotropical.
Il est connu en Guyane comme Ti-koubari (Créole), Wap-kamwi-puvemna (Palikur), Takulu wɨla (Teko), Wɨla takulu (Wayãpi), Beiju-de côco, Cururu, Jutaí-mirim, Parajuba, Pau-ferro, Pororoca (Portugais), Pikin loca, Kouata loca (Nenge tongo), Arouma ou Arounier de la Guyane.
Ailleurs, on l'appelle Gupaque, Palo de Lacandon (Mexique),
Chate, Cuatchi, Paleta, Palo de Lacandon, Tamarindo prieto (Guatémala),
Canillo, Paleta, Palete negro, Tamarindo prieto (Honduras),
Tamarindo (Amérique Centrale),
Ironwood, Monkey apple, Wild tamarind (Belize),
Comenegro, Tamarindo montero (Nicaragua),
Alfenique (Costa-Rica),
Alfenique, Fria, Sangrillo negro, Tamarindo de montana (Panama),
Cururu, Jutai mirim, Jutai pebo, Parajuba, Pau-ferro, Pororoca (Brésil),
ou encore au Venezuela sous les noms de Chipe, Cocutundek, Iktin-yek, Kakaten (Arekuna), Motua-aji, Yeimoji (Yanomami) ou Bergantín, Tamarindo, Cacho.

## Description

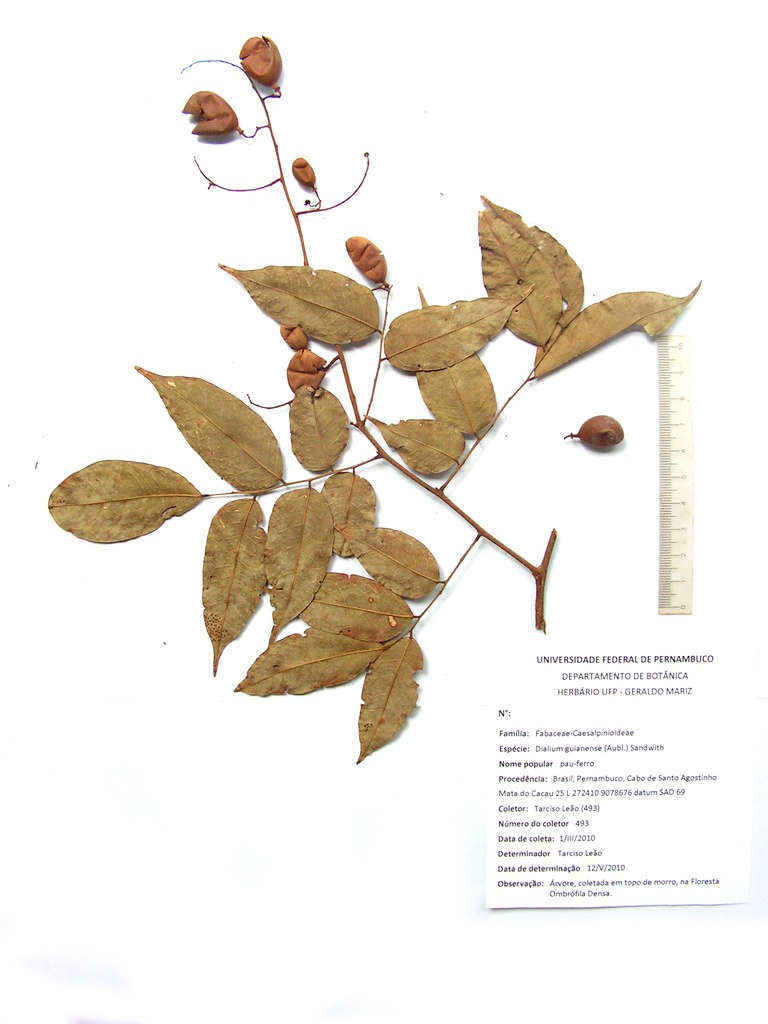
échantillon en fruit de Dialium guianense collecté dans le Pernambouc.

Dialium guianense est un grand arbre atteignant jusqu'à 30 m de haut.
Son bois est de couleur brun rouge foncé, très lourd (densité : 1 à 1,15), avec un large aubier jaunâtre moins lourd (densité : 0,70).
Les feuilles sont imparipennées, mesurant de 5-10 x 2-3 cm, à 5-7 folioles alternes de forme ovale, oblongue ou lancéolées, acuminées coriaces glabres.
Les inflorescences sont terminales et axillaires, en panicules formées de grappes, avec des bractées et bractéoles caduques.
Les fleurs blanches ou verdâtres pédicellées, comportent 5 sépales sub-libres imbriqués, 0 pétales, et 2 étamines.
Les anthères sont basifixes (non versatiles). L'ovaire est subsessile, en général biovulé, avec un style à petit stigmate terminal.
Les fruits sont des gousses de forme ovoïde, longs d'environ 1,5-2,5 cm, de couleur rouge à brune, en panicules larges et lâches, subsessile, obovoïde crustacée pulpeuse indéhiscente à 1-2 graines, albumen présent,,,.

## Répartition
Dialium guianense est présent depuis depuis Veracruz au sud du Mexique, jusqu'à Espírito Santo au Brésil, en passant par l'Amérique centrale, la Colombie, le Venezuela (Bolívar, Amazonas, Táchira, Zulia), le Guyana, le Suriname, la Guyane, l'Équateur, le Pérou et la Bolivie.

## Écologie
On rencontre Dialium guianense dans les forêts-galeries, les forêts sempervirentes de plaine à montagnardes inférieures, à 50-900 m d'altitude.
Plusieurs aspects ont été étudiés :
- les structures macro et microscopique de son bois[10],[4],
- la croissance de ses plantules sous serre[11],
- le parasitage de ses feuilles par le champignon Bellulicauda dialii[12],
- sa défense contre les prédateurs[13],
- la prédation et la dissémination de ses graines par les primates[14],[15],[16],[17],
- la viabilité de ses graines[18],
- sa taxonomie[19],
- les propriétés mécaniques de son bois[20],
- sa place dans la dynamique de regénération forestière[21],[22],
- la germination de ses graines[23],
- la composition de la cendre de son bois[24]

## Usages
L'arille autour des graines de Dialium guianense est comestible et a un goût acide et acidulé rappelant le tamarin.
Il peut être consommé cru, mais est surtout utilisé pour la confection de boissons.
Dialium guianense est cultivé pour ses fruits au Brésil.
Son bois est excellent, extrêmement dur et abrasif,.
On extrait une huile essentielle à partir des feuilles de Dialium guianense
Dialium guianense est une des espèces les plus employées par les communautés rurales de Rio Formoso au Brésil (forêt Atlantique).

## Histoire naturelle
En 1775, le botaniste Aublet propose la diagnose suivante :
« 1. AROUNA (guianensis.) (Tabula 5.)

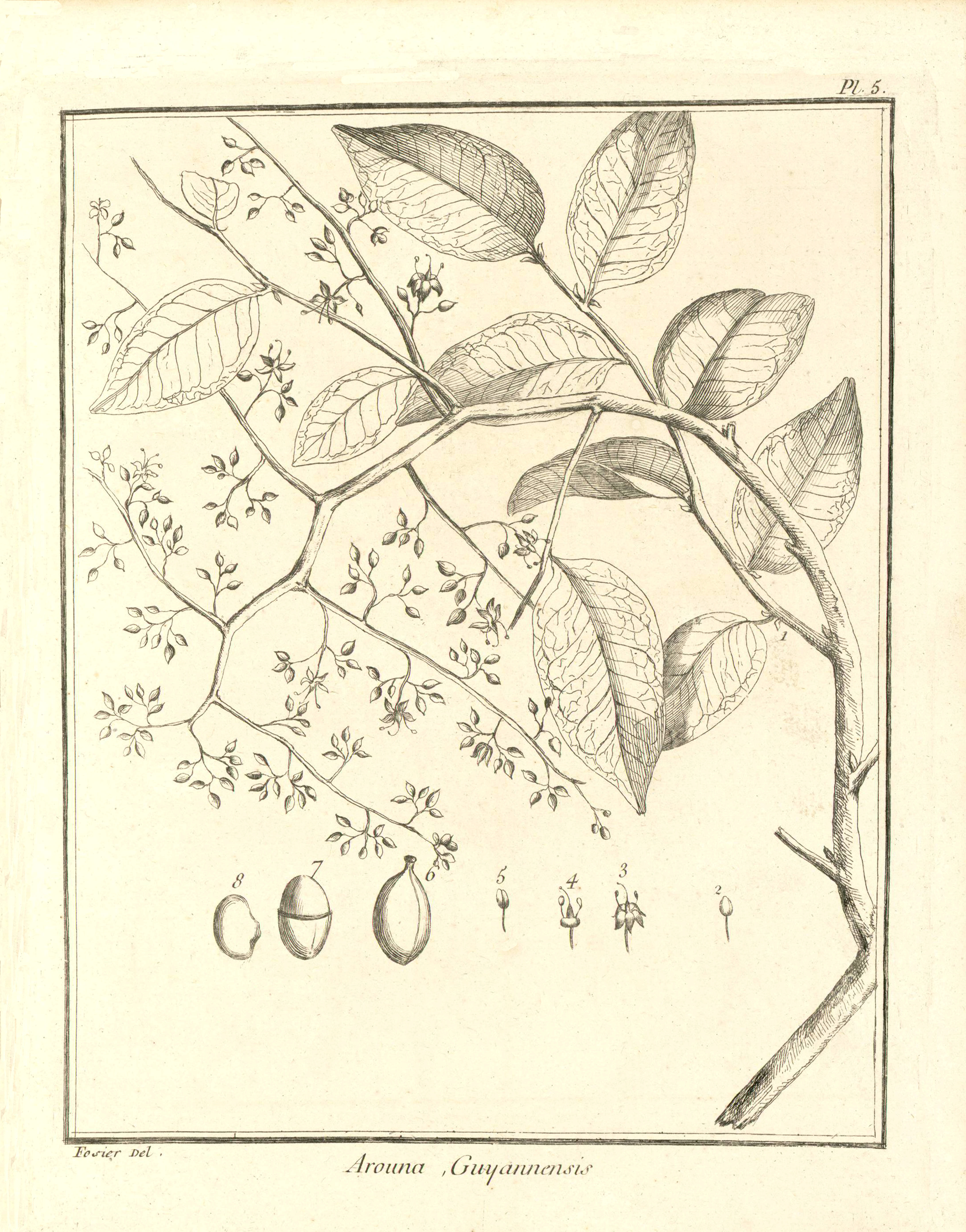
Dialium guianense par Aublet (1775) Planche 5. Les parties détachées de la fleur ſont de grandeur naturelle. - 1. Stipules. - 2. Bouton de fleur. - 3. Corolle épanouie. piſtil. Étamines. - 4. diſque. Ovaire. Style. Stigmate. Deux étamines. - 5. Étamine ſéparée. - 6. Capſule. - 7. Capſule coupée en travers. Graine. - 8. Graine ſéparée.

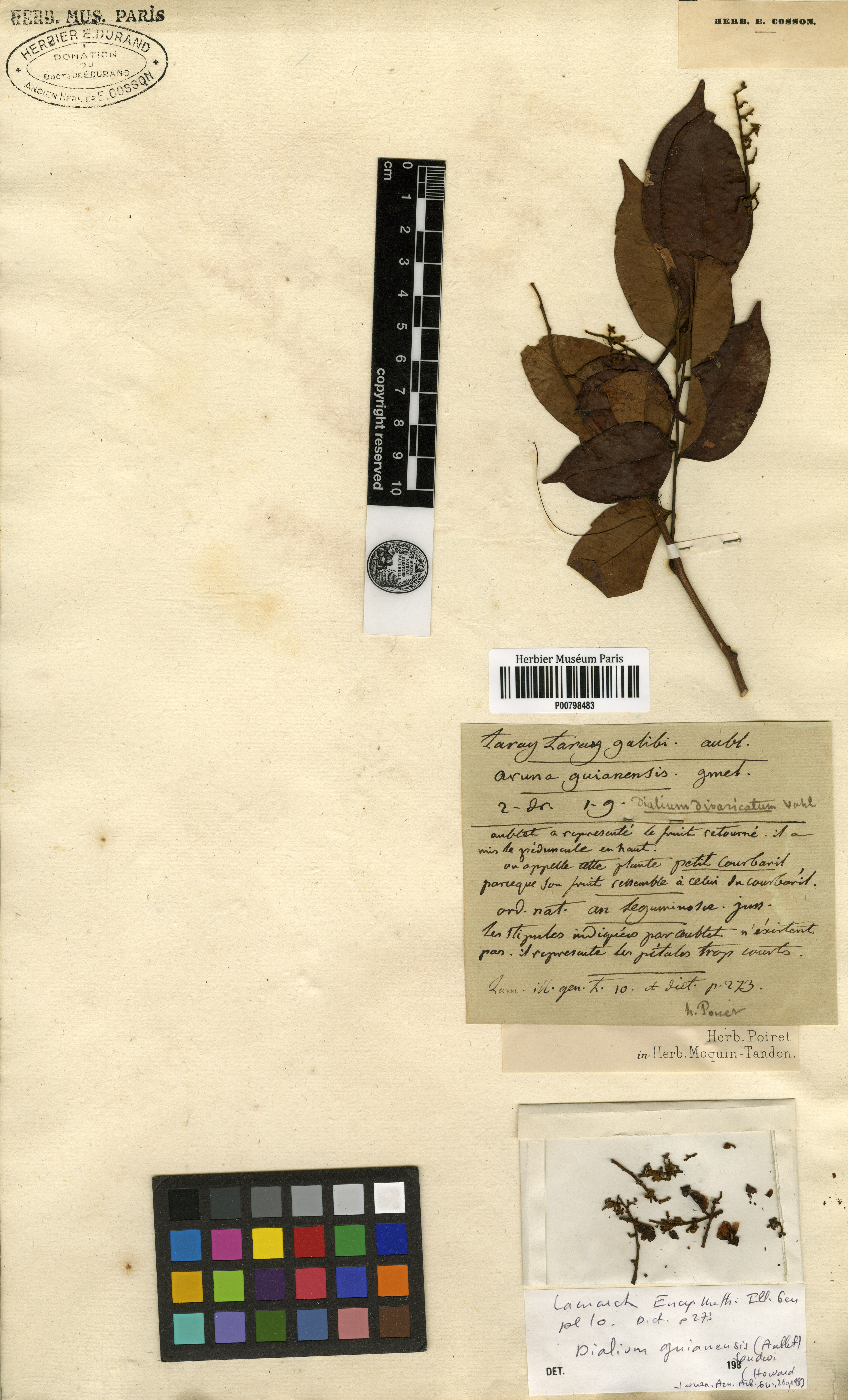
échantillon type de Dialium guianense collecté par Aublet en Guyane

Arbor triginta, aut quadraginta-pedalis, ad ſummitatem ramoſa, ramulis hinc & indè divaricatis. Folia alterna, imparipinnata ; foliolis alternis, ovatis, obtusè acuminatis, glabris, ſtipulatis. Stipulæ binæ, deciduæ, ad baſim petioli communis. Flores numeroſi, virides ; racemi paniculatim diſpoſiti. Capsula fuſca, glabra, ſulcata. Semina ſubrotunda, glabra, pulpâ acidâ & rufeſcente obvoluta.
Nomen Caribæum Arouna.
Floret Septembri. Fructus maturos edit Martio.

Habitat in ſylvis deſertis remotis, præcipuè prope fluvium Sinemari. »

« L'AROUNIER de la Guiane. (PLANCHE 5.).
Le tronc de cet arbre s'élève à trente ou quarante pieds, ſur environ deux pieds de diamètre. Son écorce eſt liſſe, grisâtre. Son bois eſt blanc, peu compacte. Il pouſſe à ſon ſommet un grand nombre de branches chargées de rameaux, qui ſe répandent & s'étendent en tout ſens. Les rameaux ſont garnis de feuilles alternes, ailées, à deux rangs de folioles terminées par une impaire ; leur nombre eſt de ſept pour l'ordinaire. Elles ſont liſſes, vertes, entières, ovales, terminées par une pointe mouſſe; leur pédicule eſt très - court, accompagné de deux stipules qui tombent. Les plus grandes feuilles ont deux pouces & demi & long ſur un pouce de large. À la naiſſance de la côte, ſur laquelle elles ſont rangées alternativement, il, a deux ſtipules qui tombent. De l'aiſſelle des feuilles, & à l'extrémité des rameaux, s'élèvent des grappes branchues, alternes, dont les branches s'écartent à droite & à gauche.
Les fleurs ſont très petites ; leur calice eſt d'une ſeule pièce, diviſée profondément en cinq parties vertes. Il n'y a point de corolle.
Les étamines ſont deux, placées ſur un diſque qui porte l'ovaire.
Le pistil eſt un ovaire oblong, arrondi, brun, velu, ſurmonté d'un style vert, courbe & terminé par un stigmate obtus. Cet ovaire devient une capſule rouſsâtre, ovalaire, un peu comprimée, marquée d'un ſillon ſur un côté dans toute ſa longueur. Elle contient une ou deux graines enveloppées d'une pulpe rougeâtre & acide.
[…]
Cet arbre eſt nommé Arouna par les Galibis.
II étoit en fleur dans le mois de Novembre, & en fruit dans le mois de Mars.
II croît dans les grandes forêts de la Guiane, en allant de la crique des Galibis à la rivière de Sinemari. »

— Fusée-Aublet, 1775.